# 不二越線
不二越線（日语：／ Fujikoshi sen */?）是一條由富山地方鐵道營運的鐵道路線，連接富山縣富山市的稻荷町站至南富山站。本線現時全日均與上瀧線作直通運轉，過往亦曾安排班次直通至立山線至立山站，不過現時相關安排已取消。
根據官方網頁及列車內的路線圖，本線與上瀧線均以橙色為線路代表顏色。由於富山地方鐵道本線同樣可由電鐵富山前往岩峅寺，本線的方向幕會以「岩峅寺（南富山經由）」顯示。

## 路線資料
- 路線距離（營業距離）：稻荷町－南富山：3.3公里
- 軌距：1067毫米
- 站數：4個（包括起終點）
- 複線路段：沒有（全線單線）
- 電氣化路段：全線（直流電1500V）
- 閉塞方式：自動閉塞式

## 營運模式
現時只提供各站停車的普通列車班次，全部列車均由本線的電鐵富山站發車，亦與上瀧線直通，形成為兩線一體的運行模式，固此亦有稱為「不二越、上瀧線」。此外，本線並不設有區間車，亦即是說、所有班次均停靠兩線內的所有車站。過往曾設有於岩峅寺站直通立山線的安排，為區份經由寺田站的班次，列車方向幕上會附以「南富山經由」來標示。
為可對應20米長的16010形列車，車站月台曾進行過改善工程；2011年12月23日起，更安排行走「特急阿爾卑斯」的列車行走本線。

## 歷史
- 1913年3月6日：富山輕便鐵道獲得鐵道免許狀（國有鐵道富山停車場-上新川郡大澤野村間）[1]。
- 1914年12月6日：富山輕便鐵道富山～笹津間開業[2]。
- 1915年10月24日：富山輕便鐵道改稱富山鐵道[3]。
- 1917年9月17日：山室停留場昇格為車站[3]。
- 1931年8月15日：稻荷町站與富山電氣鐵道的共用車站開始使用[3]。
- 1933年4月20日：富山鐵道解散、堀川新站～笹津站間廢線[4][5]、富山站～堀川新站間轉讓至富南鐵道[6][3]。
- 1941年2月1日：富南鐵道將路線轉讓予富山電氣鐵道[3]。改稱富南線[7]。
- 1943年：

- 1月1日：根據陸上交通事業調整法，成立富山地方鐵道。稻荷町站～粟巢野站歸入立山線內。
- 6月11日：堀川新站改稱為南富山站。
- 6月20日：稻荷町站～南富山站間電化。

- 1946年6月1日：電鐵富山站～稻荷町站（原富南鐵道線的軌道）電化，開始直通運轉至粟巢野站[10]。
- 1952年9月26日：大泉站開業[11]。
- 1958年4月12日：山室站改稱為「不二越站」[11]。
- 1969年4月1日：路線名稱變更，稻荷町站～南富山站間改稱為不二越線[12]。
- 2019年3月16日：榮町站啟用[13]，並增設車站編號。

## 車站列表
- 全線均位於富山縣富山市內
- 軌道（全線單線） … ◇：可進行列車交會，∨、｜：不可列車交會（∨是近電鐵富山站複線）

| 車站編號 | 中文站名 | 日文站名 | 英文站名 | 站間距離 | 營業距離 | 接續路線、備註                                                     | 軌道 |
| -------- | -------- | -------- | -------- | -------- | -------- | ------------------------------------------------------------------ | ---- |
| T02      | 稻荷町   |          |          | -        | 0.0      | 富山地方鐵道：本線（所有列車直通至電鐵富山方向）                   | ∨    |
| T58      | 榮町     |          |          | 0.6      | 0.6      |                                                                    | ｜   |
| T59      | 不二越   |          |          | 0.4      | 1.0      |                                                                    | ｜   |
| T60      | 大泉     |          |          | 1.2      | 2.2      |                                                                    | ｜   |
| T61      | 南富山   |          |          | 1.1      | 3.3      | 富山地方鐵道：上瀧線（所有列車直通）、富山市內軌道線（南富山站前） | ◇    |

### 過去的接續路線
- 不二越站：富山市內軌道線笹津線
- 南富山站：笹津線